# Esaú e Jacó (romance)
Esaú e Jacó é o penúltimo livro de Machado de Assis, lançado em 1904, quatro anos antes da sua morte, pela Garnier,  e, segundo a maioria dos críticos, em pleno apogeu literário, depois de escrever, em 1899, Dom Casmurro, o mais célebre de seus livros. Esaú e Jacó se destaca por consolidar esta suave maestria no domínio da narrativa. Machado despoja-se da excentricidade ocasional num texto que abandona resquícios do picaresco e envereda num realismo que retoma a melancolia e o lirismo que se iniciara na primeira fase de sua produção literária. Destaque são os personagens muito próximos da vida real.
A ambiguidade narrativa se instaura com o Conselheiro Aires, personagem e narrador, que no entanto, também é visto a partir de uma terceira pessoa. Ele contracena com Natividade, mãe dos gêmeos Pedro e Paulo, que protagonizam este romance. E Machado chega quase à perfeição formal ao estabelecer esta trama fascinante onde os iguais são opostos e concorrentes. Discordam na política, na vida, sempre em campos opostos, um contra o outro, pois Paulo é republicano e ingressa na faculdade de Direito, enquanto Pedro é monarquista e cursa Medicina, mas chegam a cortejar a mesma mulher que fica indecisa entre ambos.
Com tal jogo de opostos, Machado pode retratar um tempo de grande agitação política naqueles finais de século 19, conforme comentava também em crônicas para jornais, não sendo estranho ao livro temas como abolição da escravatura, encilhamento e Estado de sítio, porém o tema melhor abordado e reconhecido é a Proclamação da República.
Conforme se tem analisado, Machado de Assis dá um tom metafórico e relativista ao romance. Ou seja, na conclusão final, a dúvida se Paulo e Pedro são iguais ou diferentes, está contido o fato de que república e monarquia são mera questão partidária de interesses de grupos políticos, que desejam apenas a alternância do poder.